# Ravens Creed
A Ravens Creed angol death/thrash metal együttes. 2006-ban alakultak Londonban. Fő zenei hatásukként a Celtic Frost, Exodus illetve Slayer zenekarokat tették meg.

## Tagok
- Rod Boston - basszusgitár
- Jay Graham - dob
- Steve Watson - gitár
- Al Osta - ének

## Diszkográfia
- Militia of Blood Sacrifice - EP, 2007
- Neon Parasite - EP, 2009
- Albion Thunder - album, 2009
- Sollubi / Ravens Creed - split lemez, 2010
- Nestless & Wild - EP, 2011
- The Power - album, 2012
- Ravens Krieg - album, 2015
- Get Killed or Try Dyin' - album, 2018